# Aleksandr Konstantinovici Amaftunschi
Aleksandr Konstantinovici Amaftunschi (rusă Александр Константинович Амафтунский, ) a fost un astronom basarabean, membru al Societății basarabene a naturaliștilor și amatorilor de științe ale naturii, care a trăit și activat la Chișinău
la începutul secolului XX. A avut preocupări de astronomie solară, studiind în particular activitatea solară.